# Tupolev
Tupolev (în rusă Туполев) este o companie rusă în domeniul aerospațial și al apărării. Oficial numită Public Stock Company Tupolev, este succesorul faimosului Birou de Proiectare Tupolev sau Tupolev OKB (OKB-156, prefixul oficiului de proiectare fiind Tu) condus de renumitul inginer aerospațial sovietic A. N. Tupolev⁠(en)[traduceți].

## Aeronave cu elice
- ANT-1
- ANT-2
- ANT-3/R-3
- ANT-3 Pervenets
- ANT-4/TB-1
- ANT-5
- ANT-6/TB-3
- ANT-7/R-6/KR-6/MR-6
- ANT-8/MDR-2
- ANT-13/I-8
- ANT-14
- ANT-16/TB-4
- ANT-21/MI-3
- ANT-22/MK-1
- ANT-23/I-12
- ANT-25
- ANT-40
- Tu-2 'Bat'
- Tu-4 'Bull'
- Tu-10 'Frosty'

## Aeronave experimentale
- Tu-1
- Tu-6
- Tu-8
- Tu-12
- Tu-70
- Tu-72
- Tu-73
- Tu-74
- Tu-75
- Tu-80
- Tu-82
- Tu-85 'Barge'
- Tu-91 'Boot'
- Tu-93
- Tu-96
- Tu-98 'Backfin'
- Tu-102
- Tu-105
- Tu-107
- Tu-110 'Cooker'
- Tu-116
- Tu-119
- Tu-125
- Tu-155
- Tu-156
- Tu-206
- Tu-216

## Bombardiere și altele tipuri militare
- Tu-14 'Bosun'
- Tu-16 'Badger'
- Tu-20/Tu-95 'Bear-A'
- Tu-142 'Bear-F',
- Tu-22 'Blinder'
- Tu-22M/Tu-26 'Backfire'
- Tu-126 'Moss'
- Tu-160 'Blackjack'

## Interceptoare
- Tu-28/Tu-128P 'Fiddler'

## Avioane civile/de transport
- Tu-104
- Tu-114
- Tu-124
- Tu-134, competitor pemtru Douglas DC-9
- Tu-144, competitor pentru Concorde
- Tu-154
- Tu-204
- Tu-214
- Tu-244
- Tu-330
- Tu-334
- Tu-444

## Avioane fără pilot
- Tu-121C
- Tu-123 Yastreb-1
- Tu-139 Yastreb-2
- Tu-141 Strizh
- Tu-143 Reis
- Tu-243 Reis-D
- Tu-300